# أيامي كوجيما
أيامي كوجيما (باليابانية: 小島 文美) هي فنانة ألعاب يابانية معروفة بعملها على سلسلة ألعاب الفيديو كاسل فينيا والتي يتم نشرها بواسطة شركة كونامي. هي عصامية وتستمتع بقراءة المانجا (قصة مصورة يابانية). هي تحمل نفس الاسم الأخير ل هيديو كوجيما (صانع سلسلة ميتال غير) لكن ليس بينهما علاقة لكنها تعمل أيضاً في نفس الشركة. تستخدم أيامي الحبر الهندي، لون الأكريلك والتلطيخ بالإصبع في رسوماتها.

## ألعاب عملت عليها
- كاسلفينيا: سيمفوني أوف ذا نايت (كونامي، 1997)
- كاسلفينيا كرونِكلز (كونامي، 2001)
- كاسلفينيا: هارموني أوف دِسنيس (كونامي، 2002)
- كاسلفينيا: آريا أوف سورو (كونامي، 2003)
- كاسلفينيا: لامِنت أوف إنِسِنس (كونامي، 2003)
- كاسلفينيا: كيرس أوف داركنس (كونامي، 2005)
- كاسلفينيا: ذا دراكولا إكس كرونِكلز (كونامي، 2007)
- ساموراي واريورز 3 (تيكمو كوي، 2009)
- كاسلفينيا: هارموني أوف دِسبير (كونامي، 2010)
- داينستي واريورز 7 (تيكمو كوي، 2011)

## روابط خارجية
- أيامي كوجيما على موقع ميوزك برينز (الإنجليزية)